# Христо Траянов
Христо (Ичко, Ичо) А. Траянов (Троянов) е български революционер, деец на Вътрешната македоно-одринска революционна организация.

## Биография
Христо Траянов е роден в ениджевардарското село Тушилово, тогава в Османската империя. Присъединява се към ВМОРО и участва в Илинденско-Преображенското въстание като куриер. През 1905 година минава в нелегалност и влиза в четата на Апостол войвода.
След убийството на войводата през 1911 година влиза в четата на Ичко Димитров, която е въоръжена от върховистите около Константин Дзеков. Четата влиза в конфликт с другата върховистка чета в Кожух планина- тази на Коста Христов Попето. Участва в сраженията на 12 септември 1912 година в Крива и на 24 октомври на връх Байраците в Паяк планина, както и в сраженията край Валандово на 19-20 юни и 6-17 август 1913 година по време на Балканските войни. Доброволец е в Македоно-одринското опълчение, в 1 отделна партизанска рота, 2 гевгелийска чета, в 1 рота на 15 щипска дружина, носител е и на орден „За храброст“ IV степен.
В Първата световна война е четник в четата на Иван Караджов, която действа в тила на съглашенските войни в Паяк планина.
След края на войната Христо Траянов със семейството си се установява в България, където работи като полски пазач в София. Става член на Илинденската организация. Умира на 30 декември 1935 година в София.